# MTs-566狙击步枪
MTs-566 （俄语：МЦ-566）由位於俄罗斯联邦圖拉的運動和狩獵武器中央局 TsKIB SOO研发的一款短行程活塞回转枪机的半自动步枪。最初该步枪面向民用市场，在2022年俄乌战争中投入实战使用。

## 历史
在2018年武器與狩獵展會上，俄羅斯TsKIB SOO推出了基于OTs-129指定射手步槍的民用版本，這種民用步槍被稱為 MTs-566。
2022年3月底至4月初俄乌克兰前幾批步槍已於列裝到前線志願分隊，据称作戰時展現了高度可靠性。
2023年3月15日，俄羅斯最大私人軍事承包商瓦格納的狙擊小組部署在巴赫穆特，狙击手展示了使用的Mts566。
2023年10月25日，運動和狩獵武器中央局生產了一批最新的MTs-566自動步槍，用於俄空降特種部隊。

## 武器技术性能[6]
MTs-566步槍的口径为7.62MM，使用7.62X51弹药，重量為5.3公斤（11磅11盎司）。槍管長度為 620 毫米（24.4 英吋），總長度為 1180 毫米（46.5 英吋），據生產廠家的官方數據，MTs-566在俄羅斯自動裝填步槍中具有很高的密集度指標，精度可达0.5MOA。

## 使用国

### 俄罗斯
- 俄罗斯空降部队
- 瓦格纳集团

## 同类武器
- M110半自动狙击手系统